# Todas las canciones hablan de mí
Todas las canciones hablan de mí és una pel·lícula dirigida per Jonás Trueba, estrenada el 2010. Todas las canciones hablan de mí és una comèdia romàntica, però sense noi coneix noia. La premissa seria més aviat noi tracta d'oblidar noia, cosa bastant més difícil d'assumir, sobretot quan la noia de la qual t'acabes de separar és la protagonista de cadascun dels teus records i comences a pensar que totes les cançons parlen de tu.

## Argument
Aquesta és la difícil història d'un noi que tracta d'oblidar una noia, sobretot perquè la noia de la que s'acaba de separar torna a la seva memòria una vegada i una altra associada a tots els records de la seva vida. Aquesta situació arriba a tal punt que el noi té la sensació que totes les cançons d'amor parlen d'ella.

## Repartiment
- Oriol Vila: Ramiro
- Bárbara Lennie: Andrea
- Bruno Bergonzini: Lucas
- Ramon Fontserè: Luismi
- Ángela Cremonte: Irene
- Valeria Alonso: Silvia
- Miriam Giovanelli: Raquel
- Eloy Azorín: Nico
- Maite Blasco: Àvia
- Daniel Castro: Gonzalo
- Rebeca Sala: Bea
- Isabelle Stoffel: Estrangera
- David Trueba: Conseller

## Premis
- 2010: 2 Nominacions al Goya: Millor direcció novell i actor revelació (Oriol Vila)
- 2010: Festival de Gijón: Secció oficial de llargmetratges a competició

## Crítica
- "Jonás es confirma com una rara avis: per l'ús del llenguatge cinematogràfic, per la seva visió de l'existència i pels referents cinematogràfics i literaris desplegats"[2]
- "La cinta està recoberta d'una patina de falsa qualité, molt francesa (...) Sent una pel·lícula sobre l'afecte i el desafecte, a aquesta opera prima li falta emoció, indicis de veritable passió.[3]
- "És, sens dubte, el film-manifest d'un capacitat cineasta; una feina que, no obstant això, fa seva la indolència del seu personatge central.[4]